# Prix Léon Tacquet
Prix Leon Tacquet är ett montélopp för fyra- och femåriga hingstar och ston som äger rum i januari på Hippodrome de Vincennes i Paris i Frankrike. Det är ett Grupp 3-lopp, man måste minst ha sprungit in 54 000 euro för att få starta. Den samlade prissumman 80 000 euro, varav 36 000 euro i förstapris.

## Vinnare
| 2025 | Joumba de Guez     | Carat Williams     | Éric Raffin              | Jean-Michel Bazire      | 1'12"2    |           |           |           |           |           |
| 2024 | Jazz In Montreux   | Akim du Cap Vert   | Nathalie Henry           | Philippe Lemire         | 1'13"4    |           |           |           |           |           |
| 2023 | Jubile Prior       | Prince de Montfort | Aurelien Desmarres       | Jean-Michel Bazire      | 1'13"8    |           |           |           |           |           |
| 2022 | Kördes ej          | Kördes ej          | Kördes ej                | Kördes ej               | Kördes ej | Kördes ej | Kördes ej | Kördes ej | Kördes ej | Kördes ej |
| 2021 | Helena Barosso     | Charly du Noyer    | Paul-Philippe Ploquin    | Fabrice Souloy          | 1'11"3    |           |           |           |           |           |
| 2020 | Gladys des Plaines | Opus Viervil       | Mathieu Mottier          | Gilles Curens           | 1'12"0    |           |           |           |           |           |
| 2019 | Fado du Chêne      | Singalo            | Paul-Philippe Ploquin    | Julien Le Mer           | 1'11"8    |           |           |           |           |           |
| 2018 | Évangelina Blue    | Speedy Blue        | Mathieu Mottier          | Jean-Philippe Mary      | 1'11"8    |           |           |           |           |           |
| 2017 | Dragon du Fresne   | Saphir Castelets   | Alexandre Abrivard       | Laurent-Claude Abrivard | 1'12"5    |           |           |           |           |           |
| 2016 | Canadien d'Am      | Ready Cash         | Mathieu Mottier          | Franck Leblanc          | 1'12"3    |           |           |           |           |           |
| 2015 | Bilibili           | Niky               | Alexandre Abrivard       | Laurent-Claude Abrivard | 1'12"0    |           |           |           |           |           |
| 2014 | Astor du Quenne    | Opus Viervil       | Éric Raffin              | Sébastien Guarato       | 1'13"1    |           |           |           |           |           |
| 2013 | Vision Intense     | Prodigious         | Nathalie Henry           | Philippe Moulin         | 1'12"9    |           |           |           |           |           |
| 2012 | Ugenie du Citrus   | Meaulnes du Corta  | Alexandre Abrivard       | Laurent-Claude Abrivard | 1'12"6    |           |           |           |           |           |
| 2011 | Tango Quick        | Hasting            | Franck Nivard            | Franck Leblanc          | 1'11"8    |           |           |           |           |           |
| 2010 | Scala Bourbon      | Love You           | Alexandre Abrivard       | Sébastien Guarato       | 1'12"5    |           |           |           |           |           |
| 2009 | Rombaldi           | Lulo Josselyn      | Matthieu Abrivard        | Jean-Luc Dersoir        | 1'13"1    |           |           |           |           |           |
| 2008 | Quido du Goutier   | Extreme Dream      | Philippe Masschaele      | Sébastien Guarato       | 1'14"4    |           |           |           |           |           |
| 2007 | Pop Star Mess      | Criterium d'Ombree | Philippe Masschaele      | Christophe Chalon       | 1'13"3    |           |           |           |           |           |
| 2006 | One du Rib         | First de Retz      | Jean-Loïc Claude Dersoir | Joël Hallais            | 1'13"5    |           |           |           |           |           |
| 2005 | Neoh Jiel          | Capriccio          | Philippe Masschaele      | Jean-Luc Dersoir        | 1'13"3    |           |           |           |           |           |
| 2004 | Miss Castelle      | Goetmals Wood      | Philippe Masschaele      | Thierry Duvaldestin     | 1'14"7    |           |           |           |           |           |